# Johnsdorf-Brunn
Johnsdorf-Brunn var en kommun i distriktet Südoststeiermark i förbundslandet Steiermark i Österrike. Den bestod av två orter (Ortschaften) (inom parentes invånarantal 1 januari 2024):
- Brunn (550)
- Johnsdorf (256)

Kommunen blev den 1 januari 2015 en del av kommunen Fehring. 